# Arquidiocese de Reims
A Arquidiocese de Reims (Archidiœcesis Remensis) é uma arquidiocese da Igreja Católica situada em Reims, na França. É fruto da elevação da diocese de Reims, eregida no século II. Seu atual arcebispo metropolita é Éric de Moulins-Beaufort e seu bispo-auxiliar é Joseph Boishu. Sua Sé é a Catedral de Notre-Dame de Reims.
Possui 76 paróquias assistidas por 155 párocos e cerca de 94% da sua população jurisdicionada é batizada.

## História
A diocese de Reims é mencionada pela primeira vez em um texto sobre o concílio de Arles de 314 e, portanto, provavelmente eregida no século III, como atesta a tradição, que ela foi fundada no ano 250 ou 260 pelos santos Sisto e Sinício.
No século IV, foi elevada à Arquidiocese metropolitana. Durante o período Merovingiano tinha como sufragâneas Soissons, Chalons, Vermand, Arras, Cambrai, Tournai, Senlis, Beauvais, Amiens e Thérouanne.
Famoso entre os primeiros bispos foi São Remígio, que deu uma porção do território da Arquidiocese para o benefício da ereção da diocese de Laon, que se tornou sufragânea de Reims.
O privilégio histórico dos arcebispos de Reims foi para consagrar o rei da França com o óleo da Santa Ampola. Vinte e cinco reis foram consagrados, de Luís VIII a Carlos X. O privilégio foi confirmado por um breve do Papa Silvestre II na 999. Silvestre II foi arcebispo de Reims.
Em 1023, o bispo de Reims Ebles de Roucy adquiriu a municipalidade, que entre 1060 e 1170 foi elevada à categoria de um ducado do Pariato da França.
Em 1089, é dado para os arcebispos de Reims também o título de Primaz da Gália Bélgica. São também legati nati da Santa Sé. Entre os privilégios civis tinham o direito de cunhar moeda e manter guardas armados. Em uma eleição, faziam uma visita às dioceses sufragâneas, onde a chegada do Metropolita tornava feriado, os dignitários civis e eclesiásticas vinham para reverenciá-los, os prisioneiros eram libertados e exilados readmitidos.
Em 12 de maio de 1559 Cambrai foi elevada à arquidiocese metropolitana, saindo da jurisdição da arquidiocese metropolitana de Reims, juntamente com Arras e Tournai. Ao mesmo tempo, a diocese de Thérouanne foi suprimida e seu território dividido entre três novas dioceses: Boulogne, sufragânea de Reims, Saint-Omer e Ypres.
Após a Concordata com a bula Qui Christi Domini do Papa Pio VII de 29 de novembro de 1801, a arquidiocese foi suprimida e seu território foi dividido entre as Dioceses de Meaux e Metz. O Arcebispo Alexandre-Angélique de Talleyrand-Périgord, não deu a sua demissão, imposta pelo papa, mas apenas em 1816, apesar de a arquidiocese não existir mais.
Um novo acordo assinado em junho de 1817 previa o restabelecimento da arquidiocese. Para isso, foi nomeado em 1 de outubro, como o novo arcebispo de Reims Jean-Charles de Coucy. Mas nunca este acordo entrou em vigor, porque não foi ratificado pelo Parlamento de Paris, de modo que mesmo a nomeação de Coucy foi sem efeito.
Em 6 de outubro de 1822, a arquidiocese foi efetivamente restaurada em virtude da bula Paternae charitatis do mesmo Papa Pio VII, e teve como sufragâneas as dioceses de Amiens, Soissons, Chalons e Beauvais.
Em 8 de dezembro de 2002, com a reorganização da províncias eclesiásticas da França, entraram na província eclesiástica de Reims as dioceses de Langres e Troyes.

## Prelados
|                             | Nome                                                     | Período      | Notas                                       |
| Arcebispos                  | Arcebispos                                               | Arcebispos   | Arcebispos                                  |
| --------------------------- | -------------------------------------------------------- | ------------ | ------------------------------------------- |
| 85º                         | Éric Marie de Moulins d’Amieu de Beaufort                | 2018-        | Atual                                       |
| 84º                         | Thierry Romain Camille Jordan                            | 1999-2018    | Arcebispo emérito                           |
| 83º                         | Gérard Denis Auguste Defois                              | 1995-1998    | Nomeado Arcebispo (título pessoal) de Lille |
| 82º                         | Jean Marie Julien Balland                                | 1988-1995    | Nomeado Arcebispo de Lyon                   |
| 81º                         | Jacques-Eugène-Louis Ménager                             | 1973-1988    |                                             |
| 80º                         | Émile André Jean-Marie Maury                             | 1968–1972    |                                             |
| 79º                         | Gabriel Auguste François Marty                           | 1960-1968    | Nomeado Arcebispo de Paris                  |
| 78º                         | Louis-Agustin Marmottin                                  | 1940-1960    |                                             |
| 77º                         | Emmanuel Célestin Cardeal Suhard                         | 1930-1940    | Nomeado Arcebispo de Paris                  |
| 76º                         | Louis-Henri-Joseph Cardeal Luçon                         | 1906-1930    |                                             |
| 75º                         | Benoît-Marie Cardeal Langénieux                          | 1874-1905    |                                             |
| 74º                         | Jean-François-Anne Landriot                              | 1866–1874    |                                             |
| 73º                         | Thomas-Marie-Joseph Cardeal Gousset                      | 1840-1866    |                                             |
| 72º                         | Jean-Baptist-Marie-Anne-Antoine de Latil                 | 1824-1839    |                                             |
| 71º                         | Jean-Charles de Coucy                                    | 1817-1824    |                                             |
| 70º                         | Alexandre-Angélique de Talleyrand-Périgord               | 1777-1816    | Nomeado Arcebispo de Paris                  |
| 69º                         | Charles-Antoine de la Roche-Aymon                        | 1763-1777    |                                             |
| 68º                         | Armand-Jules de Rohan-Guémené                            | 1722-1762    |                                             |
| 67º                         | François de Mailly                                       | 1710-1721    |                                             |
| 66º                         | Charles-Maurice le Tellier                               | 1671-1710    |                                             |
| 65º                         | Antonio Cardeal Barberini (iuniore)                      | 1657-1667    |                                             |
| 64º                         | Henrique II de Saboia-Nemours                            | 1651-1657    | Bispo eleito                                |
| 63º                         | Léonore d'Estampes de Valençay                           | 1642-1651    |                                             |
| 62º                         | Henrique II de Guise                                     | 1629-1641    | Bispo eleito                                |
| 61º                         | Guillaume de Gifford, O.S.B.                             | 1622-1629    |                                             |
| 60º                         | Louis III de Guise                                       | 1605-1621    |                                             |
| 59º                         | Philippe du Bec                                          | 1598-1605    |                                             |
| 58º                         | Nicolás Cardeal de Pellevé                               | 1591-1594    |                                             |
| 57º                         | Louis II Cardeal de Guise                                | 1574-1588    |                                             |
| 56º                         | Carlos Cardeal de Lorena-Guise                           | 1538-1574    |                                             |
| 55º                         | Robert de Lénoncourt                                     | 1509-1532    |                                             |
| 54º                         | Carlo Domenico del Carretto                              | 1507–1509    | Nomeado Arcebispo de Tours                  |
| 53º                         | Guillaume Briçonnet                                      | 1497-1507    | Nomeado Arcebispo de Narbonne               |
| 52º                         | Robert Briçonnet                                         | 1493-1497    |                                             |
| 51º                         | Pierre de Montfort de Laval                              | 1473-1493    |                                             |
| 50º                         | Giovanni Giovenale Orsini                                | 1449-1473    |                                             |
| 49º                         | Giacomo Giovenale Orsini                                 | 1444-1449    | Nomeado Patriarca de Antioquia              |
| 48º                         | Renault de Chartres                                      | 1414-1444    |                                             |
| 47º                         | Pierre Troussel                                          | 1413-1413    |                                             |
| 46º                         | Simon de Cramaud                                         | 1409-1416    | Nomeado Bispo de Poitiers                   |
| 45º                         | Guy de Roye                                              | 1390–1409    |                                             |
| 44º                         | Ferry Cassinel                                           | 1390-1390    |                                             |
| 43º                         | Richard Picque                                           | 1375-1389    |                                             |
| 42º                         | Louis Thésait                                            | 1374-1375    |                                             |
| 41º                         | Jean de Craon                                            | 1355-1373    |                                             |
| 40º                         | Hugues d'Arcy                                            | 1351-1352    |                                             |
| 39º                         | Jean de Vienne                                           | 1334-1351    |                                             |
| 38º                         | Guillaume de Trie                                        | 1324-1334    |                                             |
| 37º                         | Robert de Courtenay-Champignelles                        | 1299–1324    |                                             |
| 36º                         | Pierre Barbet                                            | 1273-1298    |                                             |
| 35º                         | Jean de Courtenay-Champignelles                          | 1266-1270    |                                             |
| 34º                         | Thomas de Beaumetz                                       | 1251-1263    |                                             |
| 33º                         | Juhel de Manthefelon                                     | 1245-1250    |                                             |
| 32º                         | Henri de Dreux (ou de Braine)                            | 1227-1240    |                                             |
| 31º                         | Guillaume de Joinville                                   | 1219-1226    |                                             |
| 30º                         | Albéric de Humbert                                       | 1207-1218    |                                             |
| 29º                         | Guy Paré, O.Cist.                                        | 1204-1206    |                                             |
| 28º                         | Guillaume dalle Bianche Mani (ou Guillaume de Champagne) | 1176-1202    |                                             |
| 27º                         | Henrique da França                                       | 1162-1175    |                                             |
| 26º                         | Samson de Mauvoisin                                      | 1140-1161    |                                             |
| 25º                         | Raymond de Martigné                                      | 1124-1138    |                                             |
| 24º                         | Raoul le Verd                                            | 1106-1124    |                                             |
| 23º                         | Gervais de Rethel                                        | 1107         | Ilegítimo                                   |
| 22º                         | Manasse de Châtillon                                     | 1096-1106    |                                             |
| 21º                         | Renaud du Bellay                                         | 1083-1096    |                                             |
| 20º                         | Elinand de Léon                                          | 1081-1083    | Ilegítimo                                   |
| 19º                         | Manasse de Gournay                                       | 1069-1080    |                                             |
| 18º                         | Gervais de Belleme (ou de la Roche-Guyon)                | 1055-1067    |                                             |
| 17º                         | Guy de Châtillon                                         | 1033-1055    |                                             |
| 16º                         | Ebles de Roucy                                           | 1021-1033    |                                             |
| 15º                         | Arnolfo                                                  | 998-1021     | Pela segunda vez                            |
| 14º                         | Gerberto d'Aurillac                                      | 991-998      | Nomeado Arcebispo de Ravena                 |
| 13º                         | Arnolfo                                                  | 989-991      |                                             |
| 12º                         | Adalbarão, O.S.B.                                        | 969-988      |                                             |
| 11º                         | Odelrico                                                 | 962-969      |                                             |
| 10º                         | Artaldo                                                  | 932-961      |                                             |
| 9º                          | Hugo de Vermandois                                       | 925-949      | Ilegítimo                                   |
| 8º                          | Seulfo                                                   | 922-925      |                                             |
| 7º                          | Erveo                                                    | 900-922      |                                             |
| 6º                          | Fulquério de Reims                                       | 883-900      |                                             |
| 5º                          | Incmaro de Reims                                         | 845-882      |                                             |
| 4º                          | Ebbone                                                   | 816-835      |                                             |
| 3º                          | Vulfario                                                 | 808-816      |                                             |
| 2º                          | Turpino                                                  | 753-800      |                                             |
| 1º                          | Milão de Trèves                                          | ?-753        | Ilegítimo                                   |
| Arcebispos coadjutores      |                                                          |              |                                             |
|                             | Gabriel Auguste François Marty                           | 1959-1960    |                                             |
|                             | Romain-Frédéric Gallard                                  | 1839         | Faleceu                                     |
|                             | Alexandre-Angélique Talleyrand de Périgord               | 1766-1777    |                                             |
|                             | Charles-Maurice Le Tellier                               | 1668-1671    |                                             |
|                             | Louis III de Guise de Lorraine                           | 1601-1605    |                                             |
| Bispos                      |                                                          |              |                                             |
| 28º                         | Abel                                                     | 744-751      |                                             |
| 27º                         | Rigoberto                                                | 721/722- 717 |                                             |
| 26º                         | Riolo                                                    | 675-698      |                                             |
| 25º                         | Nivaldo                                                  | 658-672      |                                             |
| 24º                         | Landone                                                  | 645-649      |                                             |
| 23º                         | Angleberto                                               | 642-645      |                                             |
| 22º                         | Leudigisilo                                              | 631-641      |                                             |
| 21º                         | Sonácio                                                  | 614-626      |                                             |
| 20º                         | Romulfo                                                  | 590-593      |                                             |
| 19º                         | Egídio                                                   | 565-590      |                                             |
| 18º                         | Mapínio                                                  | 549–550      |                                             |
| 17º                         | Flávio                                                   | 535- 536     |                                             |
| 16º                         | Romano                                                   | ?-535        |                                             |
| 15º                         | Remígio                                                  | 459-533      |                                             |
| 14º                         | Benádio                                                  | ?-459        |                                             |
| 13º                         | Barnaba                                                  | 421-430      |                                             |
| 12º                         | Berácio                                                  | 408-420      |                                             |
| 11º                         | Nicácio                                                  | 400-407      |                                             |
| 10º                         | Severo                                                   | ?            |                                             |
| 9º                          | Vivêncio                                                 | ?-395        |                                             |
| 8º                          | Donáciano                                                | ?-389        |                                             |
| 7º                          | Materniano                                               | 368-?        |                                             |
| 6º                          | Discolio                                                 | 344-?        |                                             |
| 5º                          | Aperio                                                   | 320-?        |                                             |
| 4º                          | Betausio                                                 | 314-?        |                                             |
| 3º                          | Amando                                                   | ?            |                                             |
| 2º                          | Sinício                                                  | 300-?        |                                             |
| 1º                          | Sisto                                                    | 290-?        |                                             |
| Bispos auxiliares           |                                                          |              |                                             |
|                             | Etienne Vetö, I.C.N.                                     | 2023-        | Atual                                       |
|                             | Bruno Ann-Marie Feillet                                  | 2013-2021    | Nomeado Bispo de Séez                       |
|                             | Joseph Louis Jean Boishu                                 | 2003-2012    | Bispo auxiliar emérito                      |
|                             | François Gourguillon                                     | 1991-2003    |                                             |
|                             | André Jean René Lacrampe, Ist. del Prado                 | 1983-1988    | Nomeado Bispo prelado de Pontigny           |
|                             | Henri Désiré Delrue                                      | 1979-1982    |                                             |
|                             | Guy Alexis Herbulot                                      | 1974-1978    | Nomeado Bispo de Corbeil                    |
|                             | André Gustave Bossuyt                                    | 1971-1974    | Nomeado Bispo prelado de Pontigny           |
|                             | Georges-Stanislas-Jean Béjot                             | 1955-1971    |                                             |
|                             | Ernest Neveux                                            | 1914-1938    |                                             |
|                             | Augustin Marre, O.C.S.O.                                 | 1900-1922    |                                             |
|                             | Etienne Blanquet de Rouville                             | 1828-1838    |                                             |
|                             | Henri Hachette des Portes, O. Carm.                      | 1755-1772    | Nomeado Bispo de Glandèves                  |
|                             | François-Joseph Robuste de Laubarière                    | 1729-1754    |                                             |
|                             | Guillaume Gifford, O.S.B.                                | 1617-1622    | Elevado à Arcebispo                         |
|                             | Jacques Hanot, O. Praem.                                 | 1546-1551    |                                             |
|                             | Jean de Rainieres, O. Cist.                              | 1541-1546    |                                             |
|                             | Pierre Lanisson (Lavisson), O.S.B.                       | 1517-?       |                                             |
|                             | Abel de Saint-Brieuc, O.P.                               | 1483-?       |                                             |
|                             | Raoul Paris                                              | 1477-?       |                                             |
|                             | Toussaint Castellani, O. Carm.                           | 1455-1483    |                                             |
| Administradores apostólicos |                                                          |              |                                             |
|                             | Jean Cardeal de Lorraine                                 | 1532-1538    |                                             |
|                             | Humberto de Viennese, O.P.                               | 1352-1355    |                                             |